# 葉卡布皮爾斯區
葉卡布皮爾斯區（Jēkabpils rajons）是拉脫維亞東南部的一個已废置的區份。面積2,998平方公里。人口53,473人。区府葉卡布皮爾斯。下分3市20村。
拉脫維亞於2009年撤销了所有的区份，并改制为市镇。